# Dagmar Glaser-Lauermann
Dagmar Glaser-Lauermann (* 14. Dezember 1927 in Šluknov, Tschechoslowakei) ist eine deutsche Malerin.

## Leben und Werk
Dagmar Lauermann studierte von 1941 bis 1944 Glasmalerei an der Glas-Fachschule Honda, 1944 Angewandte Kunst an der Hochschule für Angewandte Kunst in Prag und 1947–1952 bei Horst Strempel Malerei an der Kunsthochschule Berlin-Weißensee. 1952 bis 1953 war sie Meisterschülerin bei Heinrich Ehmsen an der Akademie der Künste der DDR. Seit dem Ende des Studiums arbeitete sie in Berlin als freischaffende Künstlerin. Seit Studienende war sie mit dem Maler Frank Glaser verheiratet, mit dem sie auch gemeinsame künstlerische Projekte realisierte. Dagmar Glaser-Lauerann schuf u. a. Tafelbildern und Aquarelle und insbesondere eine Anzahl von baugebundenen Arbeiten und Werken im öffentlichen Raum, Wandmalerei, keramische Arbeiten und Glasfenster, von denen ein Teil seit der deutschen Wiedervereinigung verloren gegangen ist.
Entsprechend der kulturpolitischen Vorgabe, wonach Künstler zu den Werktätigen gehen sollten, arbeitete Dagmar Glaser-Lauermann mit Berliner Betrieben zusammen. Bis 1965 hatte sie einen Werkvertrag mit dem Berliner Glühlampenwerk NARVA, wo sie seit 1958 auch einen von ihr gegründeten Mal- und Zeichenzirkel leitete, der als „hervorragendes Volkskunstkollektiv“ ausgezeichnet wurde. Sie war bis 1990 Mitglied des Verbands Bildender Künstler der DDR.

## Fotografische Darstellung Dagmar Glaser-Lauermanns
- Klaus Morgenstern und Barbara Morgenstern: Dagmar Glaser-Lauermann (mehrere Fotografien)[1]

## Werke (Auswahl)
- Junge Arbeiterin (Pastell, 1952)[2][3]
- Diskussion um einen Verbesserungsvorschlag (Öl; 1952)[4][3]
- Im Garten (vor 1953, Öl; ausgestellt auf der Wanderausstellung „Berliner Künstler“)
- Am Mont Klamott (vor 1953, Gouache; ausgestellt auf der Wanderausstellung „Berliner Künstler“)
- Landschaft mit Pumpenhäuschen (Aquarell; 1965; ausgestellt 1967/1968 auf der VI. Deutschen Kunstausstellung)[5]
- Berlin – Oberbaumbrücke (Aquarell; 1971; ausgestellt 1972/1973 auf der VII. Kunstausstellung der DDR)[6]
- Glühlampenarbeiterin (Öl; ausgestellt 1977/1978 auf der VIII. Kunstausstellung der DDR; im Bestand des Kunstarchivs Beeskow)[7]

### Baugebundene Kunst und Werke im öffentlichen Raum (Auswahl)
- Entwicklung der Elektrizität (Mosaik am Eingangsbau des damaligen Rundfunk- und Fernsehtechnischen Zentralamts Berlin, Putzkeramik; 1962; mit Frank Glaser und Gertrud Triebs)[8]
- Tierwelt (Mosaik im Durchgang zum U-Bahnhof Tierpark, Berlin-Friedrichsfelde; 1973)[9]

## Ausstellungen (unvollständig)

### Personalausstellungen
- 1999 Berlin, Kiezladen „Rudi“ (Aquarelle)

### Teilnahme an zentralen und wichtigen regionalen Ausstellungen in der DDR
- 1951/1952: Berlin, Museumsbau am Kupfergraben („Künstler schaffen für den Frieden“)
- 1952: Bautzen, Görlitz und Zittau (Wanderausstellung „Berliner Künstler“)
- 1954: Leipzig, Bezirkskunstausstellung
- 1957 bis 1981: Berlin, sechs Bezirkskunstausstellungen
- 1960: Berlin, Pavillon der Kunst („Frauenschaffen und Frauengestalten in der bildenden Kunst. 50 Jahre Internationaler Frauentag“)
- 1967/1968 und 1972/1973: Dresden, VI. Deutsche Kunstausstellung und VII. Kunstausstellung der DDR
- 1970: Berlin, Altes Museum („Auferstanden aus Ruinen. Druckgraphik und Zeichnungen 1945 - 1970“)
- 1970: Berlin, Altes Museum („Im Geiste Lenins“)
- 1971: Berlin, Altes Museum („Das Antlitz der Arbeiterklasse in der bildenden Kunst der DDR“)
- 1987: Berlin, Ephraim-Palais („Das Bild der Stadt Berlin von 1945 bis zur Gegenwart“)